# Île Deer
Pour les articles homonymes, voir Île Deer (homonymie) et Deer.
L'île Deer est une île du Canada dans le Nouveau-Brunswick.

## Géographie
Située en Baie de Fundy à l'entrée de la Baie de Passamaquoddy, elle fait partie de l'archipel des Fundy Islands (en) dans le Comté de Charlotte. 

## Histoire
L'île a été inhabitée jusqu'en 1770. 

## Économie
L'économie est principalement tirée de la pêche et de l’aquaculture. Le tourisme commence à s'y développer. 

## Transport

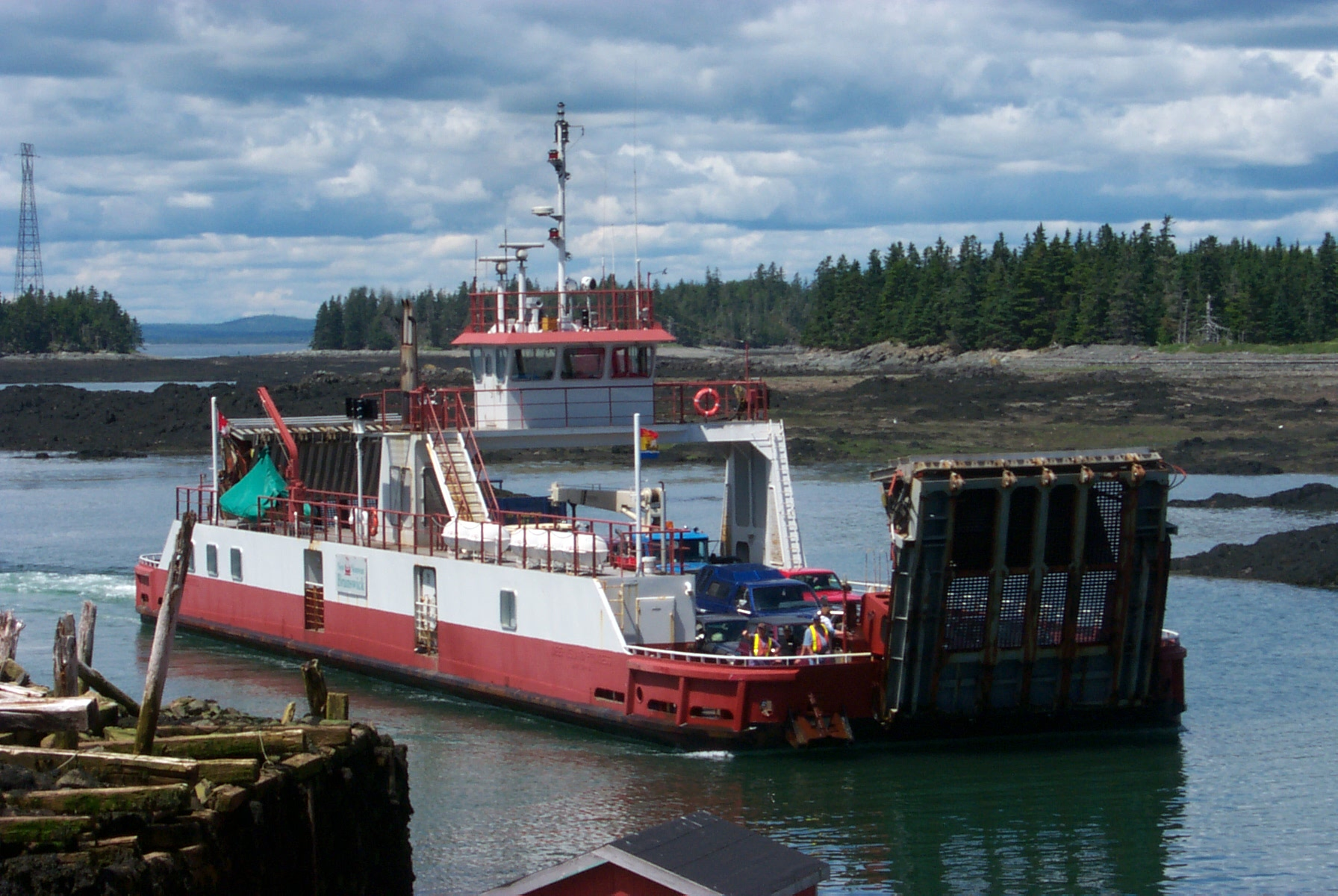
Un des deux ferries faisant le trajet entre l'île et le continent

Entièrement rurale, elle est traversée par une seule route, la Route 772. 